# Georges Bidault de l'Isle
Pour les articles homonymes, voir Bidault.
Georges Bidault de l’Isle, né le 4 décembre 1874 à Paris 2e et mort le 19 février 1956 à l'Isle-sur-Serein, est un astronome français.

## Biographie
D’une longue lignée bourguignonne, fils de président honoraire à la Cour d'appel de Paris, Georges Bidault de l’Isle a fait ses études au lycée Fénelon, puis au collège Sainte-Barbe.
Titulaire d’une licence ès lettres, d’une licence ès sciences et d’un doctorat en droit de la faculté de droit de Paris, il est mobilisé en 1914 pendant la Première Guerre mondiale comme sous-officier dans les unités de réserve, il est blessé au cours de l’acheminement de renforts et de ravitaillement sur le front de Verdun, ce qui lui vaudra la croix de guerre 1914-1918.
Avoué près la Cour d'appel de Paris, à partir de 1910, conseiller général de l’Yonne, président de la commission départementale, il conserve le poste de conseiller général jusqu’en 1940, et ne renouvelle pas son mandat sous le gouvernement du maréchal Pétain.
En dépit de ses devoirs professionnels qui absorbaient la majeure partie de son temps, il a construit dans les années 1920 l’observatoire astronomique et météorologique de « la Guette » à l'Isle-sur-Serein. Il a participé, avec le physicien Bernard Lyot, à la mise au point du coronographe, toujours utilisé en astrophysique pour l’étude du soleil. Il reçoit en 1935 le prix des Dames décerné par la Société astronomique de France. Il a été vice-président de la Société astronomique de France fondée par son ami Camille Flammarion.
En 1936, mandaté par l’Observatoire de Paris, il dirigea la mission en Union soviétique au Caucase, pour l’observation de l’éclipse de soleil du 19 juin, où pour la première fois fut filmé en 35 mm le déroulement complet du phénomène.
En relation permanente avec l’Académie des sciences, Georges Bidault de l’Isle devint membre du Bureau des longitudes et, en 1950, vice-président de la Société météorologique de France.
Ses travaux ont produit de nombreux ouvrages et articles scientifiques dans des revues spécialisées. À la fin de sa vie, il s’est intéressé à la géologie, à la préhistoire et aux us et coutumes bourguignonnes.
Membre de l’Académie de Dijon, membre de la Société des Sciences de I'Yonne, des Amis du Muséum national, membre fondateur de la Société astronomique de France, il a été chevalier, puis officier de la Légion d'honneur, le 2 juin 1936, ainsi qu’officier d’Académie, officier du Mérite agricole, officier du Nichan Iftikhar.
De son épouse, Yvonne Debrand, fille de Florentin Debrand, bâtonnier de l'Ordre des avocats à la de Dijon, il a eu un fils, Marcel Bidault de l'Isle, qui a marché sur ses traces à la Cour d'Appel.

## Distinctions
- Officier de la Légion d'honneur
- Croix de guerre 1914–1918
- Officier de l'ordre du Mérite agricole
- Officier du Nichan Iftikhar

## Publications
- Vieux Dictons de nos campagnes  (ill. Maurice Brulard), Paris, Toison d’or, 1952, 1189 p., 2 vol. 19 cm (OCLC 10883833, lire en ligne).
- Travaux astronomiques, 1911-1922.
- Recherches sur la géologie et la préhistoire bourguignonnes.
- Études de météorologie du haut bassin de la Seine, 1920.